# 何蓉
何蓉（？—），女，汉族，陕西汉中人，中华人民共和国政治人物。现任中国社会科学院社会学研究所研究员，博士生导师。第十三、十四届全国政协委员。